# Vučina kuća na Savi
Vučina kuća na Savi ist ein ehemaliges Wohnhaus in der Straße Karađorđeva 61–61а im Gebiet der Belgrader Stadtgemeinde Savski Venac. Das Gebäude wurde im Jahr 1908 erbaut und zählt als Kulturdenkmal zum unbeweglichen Kulturgut.
Das Haus bei der Save wurde während der Blüte der „Sava-Siedlung“, anhand das Entwurfs des Architekten Dimitrije T. Leko als repräsentatives zweigeschossiges Gebäude mit Doppelfunktion für den Kaufmann Đorđe Vučo errichtet. Im Erdgeschoss befanden sich die Geschäftsräume, während die oberen Geschosse zum Wohnen bestimmt waren. Das Gebäude ist das Gegenstück zum gegenüberliegenden Gebäude der Belgrader Genossenschaft.
Obwohl das Konzept des Gebäudes auf traditionelle Art und Weise verwirklicht wurde, zeigt die Gestaltung der Hauptfassade mit ihrer dreiteiligen Fassadenaufteilung den Einfluss der neuen Jugendstil-Architektur. Die vordere, zum Markt gewandten Fassade charakterisiert sich vertikal durch die dreiteiligen Fenster und im Bereich des Daches mit einer gewölbten Attika sowie einer pyramidenförmigen Kuppel. Das zentrale Motiv der dekorativen Gestaltung der Fassade ist das Motiv eines Frauenkopfes mit einer Schale und Girlanden im halbkreisförmigen Tympanon im ersten Stock. Die Seitenfassaden wurden mit Balkonen belebt, deren schmiedeeisernen Geländer geometrische und florale Motive zeigen. Im Erdgeschoss waren Geschäftsräume untergebracht, und in den Stockwerken darüber befanden sich repräsentative Wohnungen.
Vučos Haus ist ein Beitrag zur Entwicklung des ehemaligen Mali Pijac („kleiner Markt“) unweit der Save und verdeutlicht die Beziehung zwischen dem Investor und Architekten, die in der Belgrader Architektur einzigartig war, da alle Gebäude im Besitz der Familie Vučo vom Architekten Dimitrije T. Leko entworfen wurden. Während des 19. Jahrhunderts befanden sich in diesem Stadtteil Grundstücke und Häuser betuchter Bürger Belgrads, darunter die der Familien Atula, Vučo und Stojanović. Um den Mali Pijac lagen das 1894 erbaute Haus von Ljubomir Krsmanović und das Hotel „Bosna“. Bei der Bombardierung im Zweiten Weltkrieg wurde das Gebäude teilweise beschädigt. Reparaturen wurden im Jahr 1946 durchgeführt.